# Niongho
Niongho est une commune rurale située dans le département de Toécé de la province du Bazèga dans la région du Centre-Sud au Burkina Faso.

## Santé et éducation
Niongho accueille un dispensaire isolé mais le centre de soins le plus proche du village est le centre de santé et de promotion sociale (CSPS) de Toécé.